# 约翰·施里弗
约翰·罗伯特·施里弗（英語：John Robert Schrieffer，1931年5月31日—2019年7月27日）是一名美国物理学家。他因為與約翰·巴丁和利昂·庫珀共同創立了超導微觀理論，即BCS理論，於1972年共同榮获诺贝尔物理学奖。

## 生平
1953年麻省理工学院物理學士（原就讀電機，大三改修物理），畢業後因對固態物理興趣，赴伊利诺伊大学厄巴纳-香槟分校師從約翰·巴丁。